# ジョナサン・ディアス (投手)
ジョナサン・アレクサンダー・ディアス（Jhonathan Alexander Díaz, 1996年9月13日 - ）は、ベネズエラのカラボボ州バレンシア出身のプロ野球選手（投手）。左投左打。MLBのシアトル・マリナーズ所属。

## 経歴

### プロ入りとレッドソックス傘下時代
2013年8月にアマチュア・フリーエージェントでボストン・レッドソックスと契約してプロ入り。
2014年、傘下のルーキー級ドミニカン・サマーリーグ・レッドソックスでプロデビュー。14試合に先発登板して6勝2敗、防御率1.63、54奪三振を記録した。
2015年は全休した。
2016年はルーキー級ガルフ・コーストリーグ・レッドソックスでプレーし、13試合（先発12試合）に登板して4勝4敗、防御率2.85、57奪三振を記録した。
2017年はA級グリーンビル・ドライブでプレーし、18試合に先発登板して6勝6敗、防御率4.57、80奪三振を記録した。
2018年は傘下のA級グリーンビルとA+級セイラム・レッドソックスでプレーし、2チーム合計で27試合に先発登板して11勝8敗、防御率3.09、151奪三振を記録した。
2019年はA+級セイラムでプレーし、27試合に先発登板して9勝8敗、防御率3.86、118奪三振を記録した。オフにはアリゾナ・フォールリーグに参加し、ピオリア・ハベリーナズに所属した。
2020年はCOVID-19の影響でマイナーリーグの試合が開催されなかったため、公式戦の登板は無かった。オフの11月2日にFAとなった。

### エンゼルス時代
2020年11月17日にロサンゼルス・エンゼルスとマイナー契約を結んだ。
2021年、マイナーでは傘下のAA級ロケットシティ・トラッシュパンダズとAAA級ソルトレイク・ビーズでプレーし、2チーム合計で16試合（先発12試合）に登板して5勝6敗、防御率4.01、92奪三振を記録した。9月17日にメジャー契約を結んでアクティブ・ロースター入りすると、同日のオークランド・アスレチックス戦にて先発でメジャーデビュー（1.2回を2失点で勝敗付かず）。この年メジャーでは3試合（先発2試合）に登板して1勝0敗、防御率4.15、9奪三振を記録した。
2022年は4試合（先発3試合）に登板して1勝1敗、防御率2.93、11奪三振を記録した。オフの11月18日にFAとなるも、12月13日にマイナー契約を結んで再契約した。
2023年は開幕からAAA級ソルトレイクでプレーし、9月7日にメジャー契約を結んでアクティブ・ロースター入りした。この年メジャーでは4試合（先発1試合）に登板して防御率10.29、4奪三振を記録した。オフの11月7日にFAとなった。

### マリナーズ時代
2024年1月9日にシアトル・マリナーズとマイナー契約を結んだ。5月22日にメジャー契約を結んでアクティブ・ロースター入りした。この年メジャーでは5試合（先発1試合）に登板して0勝1敗、防御率4.66、8奪三振を記録した。2025年2月3日にケイシー・レグミナの加入に伴いDFAとなり、同月7日に一度はFAとなったが、12日にマイナー契約で再契約を結んだ。同年のスプリングトレーニングには招待選手として参加する。4月1日にメジャー契約を結びアクティブ・ロースター入りした。同月3日にマイナー・オプションでAAA級タコマに配属された。5月14日に再び昇格したが、同月20日に再びAAA級タコマに配属された。

## 選手としての特徴
チェンジアップ、スライダー、シンカーを主体としており、左打者には滅法強い。

## 詳細情報

### 年度別投手成績
| 年 度    | 球 団    | 登 板 | 先 発 | 完 投 | 完 封 | 無 四 球 | 勝 利 | 敗 戦 | セ 丨 ブ | ホ 丨 ル ド | 勝 率 | 打 者 | 投 球 回 | 被 安 打 | 被 本 塁 打 | 与 四 球 | 敬 遠 | 与 死 球 | 奪 三 振 | 暴 投 | ボ 丨 ク | 失 点 | 自 責 点 | 防 御 率 | W H I P |
| -------- | -------- | ----- | ----- | ----- | ----- | -------- | ----- | ----- | -------- | ----------- | ----- | ----- | -------- | -------- | ----------- | -------- | ----- | -------- | -------- | ----- | -------- | ----- | -------- | -------- | ------- |
| 2021     | LAA      | 3     | 2     | 0     | 0     | 0        | 1     | 0     | 0        | 0           | 1.000 | 59    | 13.0     | 11       | 1           | 9        | 0     | 1        | 9        | 0     | 0        | 6     | 6        | 4.15     | 1.39    |
| 2022     | LAA      | 4     | 3     | 0     | 0     | 0        | 1     | 1     | 0        | 0           | .500  | 66    | 15.1     | 13       | 1           | 10       | 0     | 0        | 11       | 0     | 0        | 5     | 5        | 2.93     | 1.50    |
| 2023     | LAA      | 4     | 1     | 0     | 0     | 0        | 0     | 0     | 0        | 0           | ----  | 42    | 7.0      | 13       | 0           | 7        | 0     | 2        | 4        | 0     | 0        | 11    | 8        | 10.29    | 2.86    |
| 2024     | SEA      | 5     | 1     | 0     | 0     | 0        | 0     | 1     | 0        | 0           | .000  | 47    | 9.2      | 14       | 2           | 3        | 0     | 0        | 8        | 0     | 0        | 6     | 5        | 4.66     | 1.76    |
| MLB：4年 | MLB：4年 | 16    | 7     | 0     | 0     | 0        | 2     | 2     | 0        | 0           | .500  | 214   | 45.0     | 51       | 4           | 27       | 0     | 3        | 32       | 0     | 0        | 28    | 24       | 4.80     | 1.73    |

- 2024年度シーズン終了時

### 年度別守備成績
| 年 度 | 球 団 | 投手（P） | 投手（P） | 投手（P） | 投手（P） | 投手（P） | 投手（P） |
| 年 度 | 球 団 | 試 合     | 刺 殺     | 補 殺     | 失 策     | 併 殺     | 守 備 率  |
| ----- | ----- | --------- | --------- | --------- | --------- | --------- | --------- |
| 2021  | LAA   | 3         | 1         | 2         | 0         | 1         | 1.000     |
| 2022  | LAA   | 4         | 0         | 0         | 0         | 0         | ----      |
| 2023  | LAA   | 4         | 2         | 1         | 0         | 0         | 1.000     |
| 2024  | SEA   | 5         | 1         | 2         | 0         | 0         | 1.000     |
| MLB   | MLB   | 16        | 4         | 5         | 0         | 1         | 1.000     |

- 2024年度シーズン終了時

### 背番号
- 74（2021年 - ）